# 超級電網

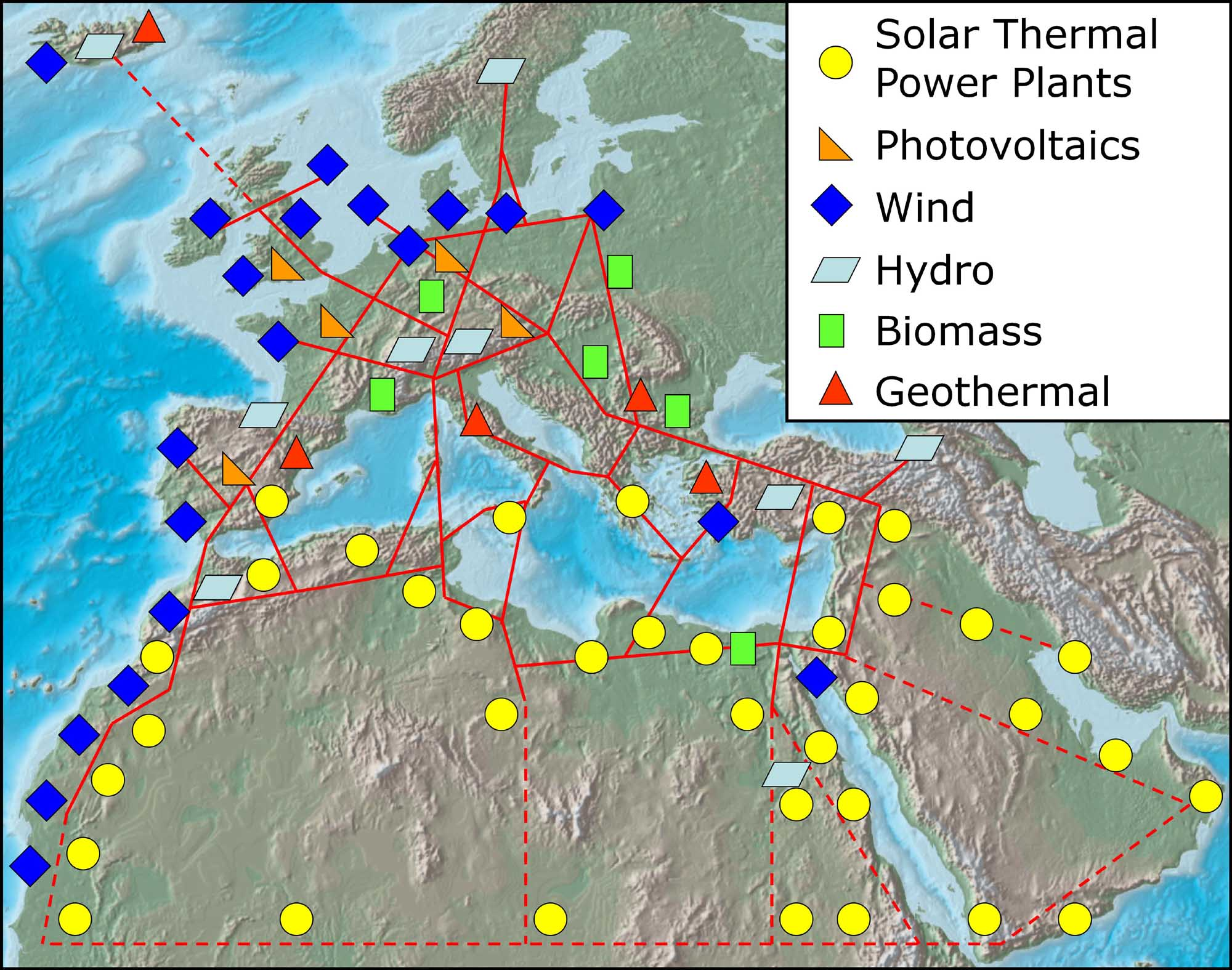
非營利性基金會DESERTEC所提一連結北非、中東和歐洲跨地區再生能源的超級電網概念性規劃。

超級電網（英語：super grid，或是拼寫為supergrid）是一種廣域輸電網路，通常的規模是跨大陸或是包含多個國家，讓大量電力透過遠距離交易成為可能。這種電網有時也被被稱為"巨型電網（mega grid）"。通常超級電網採用的是高壓直流輸電（HVDC）以降低長距離傳輸電力中的損耗率。最新一代的HVDC傳輸電力時，每1,000公里的損耗僅有1.6%。
超級電網具有將其中風能和太陽能發電所產生的局部波動予以平順的作用，而能支持全球能源轉型。基於此，這種電網被認為是種能促進氣候變化緩解的關鍵技術。

## 歷史
創建長距離輸電線路以充分利用遠端再生能源的想法並不算新穎。美國於1950年代曾有提案，將太平洋西北地區建造中築壩式水力發電電力輸送給南加利福尼亞州的消費者，但遭到反對而被放棄。 美國總統約翰·甘迺迪於1961年核准一項大型公共工程計畫，使用瑞典的新型HVDC技術。此項目由美國奇異公司和瑞典奇異公司密切合作，於1970年投入運作 。在過去幾十年經歷多次變流站升級後，此系統的輸電容量現已提升至3,100百萬瓦（MW），電網改稱為太平洋直流互聯。
"超級電網"的概念可追溯到20世紀60年代，用來描述英國電網興起的整合行動。在管理英國電網的法規《電網法規（Grid Code）》中，超級電網目前的定義（自1990年首次編撰起維持迄今）指的是英國輸電系統中電壓超過200kV（kV為千伏，即200,000伏特） 的部分。英國電力系統規劃者和營運人員均使用同樣定義。實務上定義僅涵蓋英格蘭和威爾斯國家電網公司擁有的設備，並未包括別處的。
過去40年來，發生於超級電網概念的最大變化是傳輸電量規模和距離的飛躍式增長。歐洲在1950年代開始將電網統一，其最大的廣域同步電網是服務24個國家的歐洲大陸同步電網。而將這個歐洲大陸同步電網與周邊獨立國家國協國家的另一個同步輸電網（統一電力系統）的統合工作正在進行中。如果完成的話，這個龐大的電網將西起大西洋沿岸，往東跨越到太平洋沿岸，包含的時區達到13個。
雖然此類電網覆蓋很遠的距離，但由於其中擁塞和控制問題，傳輸大量電力的能力仍然有限。 超級智慧電網（歐洲）和統一智慧電網（美國）均包含有重大技術升級，支持者聲稱這些技術升級對於確保此類跨大陸巨型電網的實際運作和承諾的效益有其必要。

## 概念
在目前的用法，"超級電網"有兩種意義 - 其一是覆蓋或疊加在現有區域輸電網之上的電力輸送架構，其二是擁有一些，甚至是超過目前最先進電網的優越能力。

### 巨型電網
在"覆蓋"或"架構其上"的含義中，超級電網是一個距離非常遠的廣域同步網絡，能夠大規模傳輸再生電力。在某些概念中，高壓直流輸電（HDVC）的網絡形成一個明顯獨立的層次，如同高速公路系統與城市街道和區域高速公路系統有所區別一樣。在更傳統的概念中，例如建議中將歐洲大陸同步電網UCTE和統一電力系統統合，這種巨型電網與典型的廣域同步網路沒什麼不同，在典型的廣域同步網路中，電力可透過當地既有傳輸路線或是HDVC進行傳輸。對此類大陸規模電力傳輸系統的研究顯示，由於網路複雜性、傳輸擁塞以及對快速診斷、協調和控制系統的需求，將其規模擴展時容易發生問題。此類研究顯示輸電容量需要遠高於目前的，才能促進不受省分、地區或國家，甚至是大陸邊界限制的遠距離電力交易。實際上，即使是中等規模的區域電網也有必要將相量測量單元等智慧電網功能納入其中，以避免發生類似2003年美加大停電等重大停電事件。發電群體之間的動態互動日益複雜，鄰近公用事業機構之間連鎖的瞬時干擾可能突然發生、幅度大且劇烈，並伴隨著網路拓撲結構的突然變化（由於操作人員會嘗試手動稳定網路）。

### 超級電網
在先進電網的第二種意義上，超級電網的優越性不僅在於它是一個廣域的巨型電網，還在於它從跨國家、跨洲的宏觀層面，一直到微觀層面的低優先級負載（例如熱水器和冰箱）的排程都進行高度協調管理。在歐洲超級智慧電網和美國統一智慧電網概念中，此類超級電網在廣域傳輸層具有智慧特徵，將本地智慧電網整合為單一廣域超級電網。這類似於互聯網將多個小型網際網路綁定成為一個單一，且無處不在的網路。
廣域輸電可被視為智慧電網的延伸。在典範轉移中，隨著電能流動變成雙向，輸電和配電之間的差異隨著整合而變得模糊。例如農村地區的配電網產生的電力可能多於其所消耗的，智慧電網將之轉變為虛擬電廠，或將城市內的100萬輛電動載具納入智慧電網，用其儲存的電力來緩解尖峰負載的需求（參見V2G）。

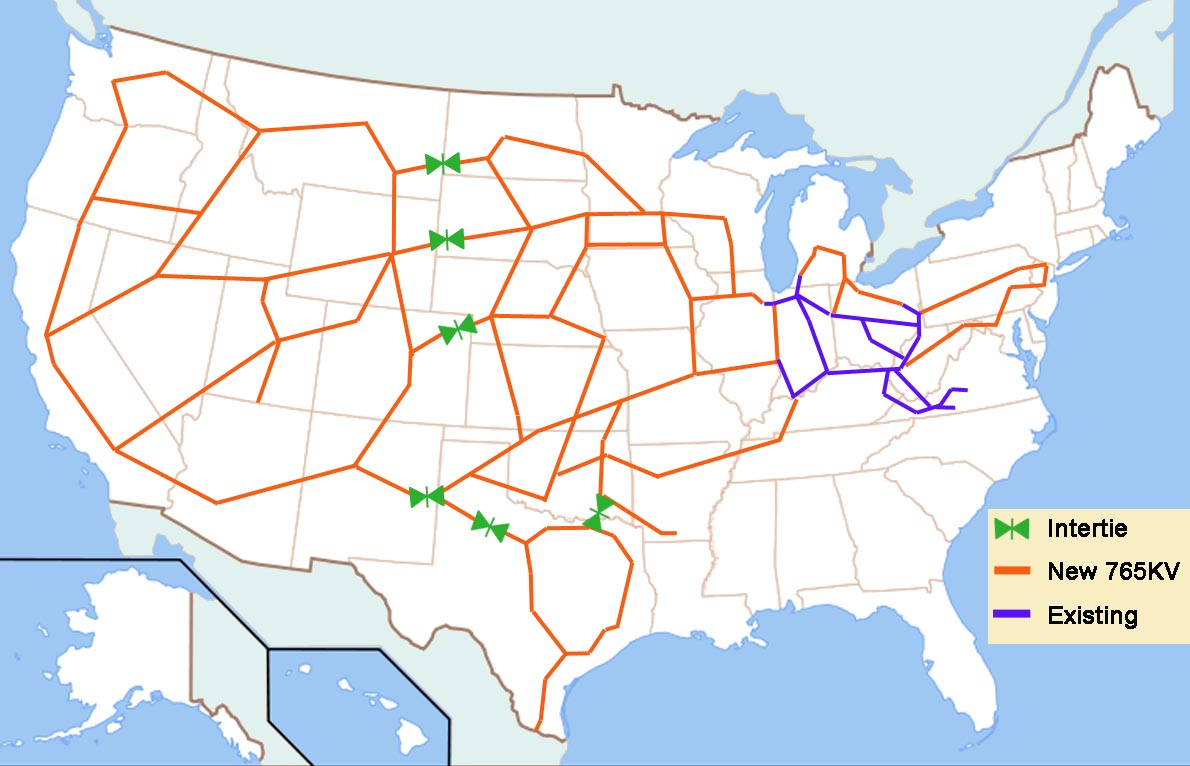
由美國風能協會於本世紀初期提出，用於將400吉瓦風電從中西部輸送到各大城市的765千伏交流輸電網，造價600億美元。

這種地理上分散且動態平衡的系統的優點之一是由於可將潮汐能、太陽能和風能等間歇性能源發電予以平順，因此可顯著減少對基本負載發電廠的需求。德國物理學家及能源研究者格雷戈爾·齊施博士針對歐洲對再生能源的採用以及使用高壓直流電纜互連電網的情況進行過一系列詳細的模型研究，結果顯示歐洲的全部電力消耗可來自再生能源，其中70%的來自風能，而發電成本與目前的相同，甚至是低於目前的。
對一些批評者來說，這樣的廣域傳輸網絡並非新鮮事。他們指出所使用的技術與區域和國家輸電網路所使用的幾乎沒區別。支持者回應說智慧電網除讓跨國際邊界即時協調和平衡間歇性電源的定性功能外，定量全面性（取得大型資訊以供研究分析）也有其自身的價值。有人聲稱超級電網打開電力供應市場。如同高速公路徹底改變州際運輸，網際網路徹底改變在線商務一樣。擁護者辯稱必須建立一個容量如此之大和涵蓋如此全面的超級電網，才能提供一個足以滿足所有想將電力投入市場的企業輸電網絡，屆時唯一的限制因素就變成這些企業能提供多少電力了。

## 技術
廣域超級電網計畫通常要求使用高壓直流線路進行大量電力傳輸。歐洲的超級智慧電網提案依賴高壓直流輸電，而在美國，當時能源部部長朱棣文等關鍵決策者則傾向於建立國家長距離直流電網系統。而在業界有高壓交流電 (HVAC) 傳輸的倡導者。雖然靈活交流輸電系統(FACTS) 在長距離傳輸方面存在缺陷，但美國電力公司已推出名為I-765的765kV超級電網，將提供400吉瓦（GW，十億瓦）的額外輸電容量，該電網可提供額外的輸電容量，足以滿足將美國中部風力發電廠（可生產全國20%的電力）送往消費集中地以滿足當地所需。(見上圖) HVAC系統的倡導者指出此系統擅長點對點批量傳輸，如要與其進行多個連接，將需要昂貴的複雜連結和控制設備，而非使用交流電線時所需的簡單變壓器。全球迄2010年只有一套多點長距離HVDC系統（Quebec – New England Transmission）。而全球現在已運作的此類多點長距離HVDC系統則已有幾十個（參閱高壓直流電傳輸項目列表）。
網路的協調和控制將使用智慧電網技術（例如相量測量單元）來快速檢測由間歇性再生能源引起的網路不平衡，並可能透過編程的自動保護方案立即做出回應，以重新規劃傳輸路線、減少負載或減少發電，以響應網路干擾。

## 政府政策
中國支持全球、洲際超級電網的概念（參見中國大陸電力產業#特高壓輸電）。對於美國的超級電網，一項研究估計，結合再生能源的安裝，可以減少80%的溫室氣體排放，目前正處於規劃階段。

### 規模龐大
為歐洲超級電網所做的一項研究估計，需要增加多達750吉瓦的額外輸電容量 - 而此容量將以5吉瓦的增量單位，透過HVDC線路來逐步建置。加拿大泛加拿大公司最近提議建造一條1,600公里、3吉瓦的高壓直流輸電線路，成本為30億美元，建造此線路需要開闢一條60公尺寬的通道。在印度，最近有一項6吉瓦，長達1,850公里的提案，建造成本為7.9億美元，需要開闢一條69公尺寬的通道。新建歐洲超級電網所需的土地和資金將非常可觀。

### 能源獨立
在歐洲，超級電網所具的能源安全內涵被當作一種為防止俄羅斯能源霸權的一種手段。在美國， 由企業家托·布恩·皮肯斯倡導的皮肯斯計畫，希望藉此建立國家輸電網，以促進美國能源獨立。美國前副總統艾爾·高爾主張統一化智慧電網（此種電網具有相當程度的超級電網能力）。高爾和氣候學家詹姆斯·漢森等倡議者認為，超級電網對於最終將完全取代產生溫室氣體、加劇全球暖化的化石燃料使用方面將具有重要的作用。

### 取得電網通道許可
供超級電網使用新輸電線路需要用到大量土地。一般民眾出於對景觀影響、健康問題以及環境的擔憂，可能會對計畫路線表達強烈反對。美國有一國家利益輸電通道的程序，此程序很可能會被用來指定該國超級電網的路徑。在歐盟，取得新的架空輸電線的許可證申請時間可能需要長達10年。在某些情況下，使得建造地下電纜更加迅速。由於地下電纜所需土地可能是架空電纜的五分之一，而且許可過程可以明顯加快，因此地下電纜可能更具吸引力，但其缺點是價格更高、容量更低、壽命更短，且如果發生停電，所需修復時間會明顯更長。

## 商業利益

### 選址
就像高速公路因為靠近能夠運輸高價值商品的地點而提升土地價值一樣，企業也有強烈的動機去影響超級電網的通道路線，以便受益。替代電力的成本是電力的交付價格，如果要讓北達科他州風能或亞利桑那州太陽能發電具有競爭力，從風電廠到州際輸電網的連接距離不能太遠。這是因為從發電廠到輸電線路的饋線通常由發電廠支付費用。一些地方政府將出面協助支付這些線路的成本，相對的，則會取得公共事業委員會等地方監管權利。 德克薩斯州等一些地方賦予此類項目的土地徵用權，允許連超級電網業主在計劃建設的路徑上取得土地。

### 技術偏好
能源生產商對超級電網是否採用高壓直流技術或使用交流電技術很感興趣，因為連接高壓直流線路的成本通常高於使用交流電的成本。皮肯斯計畫傾向於使用765kV交流輸電，此法被認為對於長距離輸電來說效率較低。

### 競爭
於1960年代，加州私人電力公司提出一系列技術異議以反對建造太平洋直流互聯，但遭到否決。該計畫完成後，洛杉磯的消費者透過使用哥倫比亞河計畫的電力，而不是當地電力公司燃燒更昂貴的化石燃料，而能每天節省約高額的成本。（參見太平洋直流互聯#綜覽）。

## 目前的超級電網項目提議
- 亞洲超級電網（英语：Asian Super Grid），是建立電力輸電網路（超級電網）的項目，目的為連接中國、韓國、台灣、蒙古國、俄羅斯、日本和印度，概念源自孫正義。
- DESERTEC（英语：DESERTEC），非營利性基金會，專注於在沙漠地區生產再生能源。
- 直流饋線（英语：Electrical interconnector），是一種讓高壓直流電能在電網之間流動的設施。
- 歐洲:
  - 歐洲超級電網European super grid
  - 超級智慧電網（英语：SuperSmart Grid），構想中的廣域電力網路，連接歐洲、北非、中東以及獨立國家聯合體 (CIS) 國家的統一電力系統。
- 全球能源互聯（英语：Global Energy Interconnection），一項構想中的全球電力網路（超級電網）
- One Sun, One World, One Grid
- 高壓直流輸電 (HVDC)
- 氫經濟
- 世界儲能廠列表（英语：List of energy storage power plants）
- 北海能源合作計畫（英语：North Seas Energy Cooperation）
- 皮肯斯計畫（英语：Pickens plan）
- 智慧型電網
- 統一化智慧電網（英语：Unified Smart Grid），建立一美國全國互聯電網的提案

## 外部連結
- Friends of the Supergrid （页面存档备份，存于）
- Internal N2 SuperGrid （页面存档备份，存于）

Template:Electricity grid modernization